# Jonathan Afolabi
Jonathan Swanson Afolabi  (* 14. Januar 2000 in Dublin) ist ein irisch-nigerianischer Fußballspieler, der seit 2024 beim belgischen Erstligisten KV Kortrijk unter Vertrag steht und aktuell an den SC Cambuur ausgeliehen ist.

## Karriere

### Verein
Jonathan Afolabi wurde als Sohn von nigerianischen Einwanderern in der irischen Hauptstadt Dublin geboren. Bis zum Jahr 2016 spielte er für den dort ansässigen St. Josephs AFC. Im Sommer 2016 wechselte der 16-Jährige in den Nachwuchs des FC Southampton nach England. Dort spielte er neben der Jugend auch für dessen U23-Mannschaft in der Premier League 2. Bei den Profis kam er in fünf Partien der EFL Trophy zum Einsatz.
Drei Jahre später wurde er von Celtic Glasgow verpflichtet. Ab Januar 2020 wurde Afolabi an den schottischen Zweitligisten Dunfermline Athletic verliehen. In der wegen der COVID-19-Pandemie vorzeitig abgebrochenen Spielzeit 2019/20 kam der Angreifer auf sechs Spiele, in denen ihm zwei Tore gelangen. Für die folgende Saison ging es für ihn erneut in die Championship um als Leihspieler für den FC Dundee zu spielen. Auch die Saison 2021/22 verbrachte er erst leihweise beim Ligarivalen Ayr United und war dann später für Drittligist Airdrieonians FC aktiv.
Im Sommer 2022 wechselte Afolabi dann fest zu Bohemians Dublin in die League of Ireland. Bis zum Ende der laufenden Saison am Jahresende kam er dort verletzungsbedingt zunächst nur auf drei Einsätze. In der anschließenden Saison 2023 konnte er sich als Stammspieler durchsetzen und wurde mit 15 Treffern in 34 Spielen gemeinsam mit Jack Moylan (Shelbourne FC) Torschützenkönig der Liga. Nach Saisonende verließ er den Verein. Ende Dezember 2023 schloss er einen neuen Vertrag ab Januar 2024 beim belgischen Erstligisten KV Kortrijk mit einer Laufzeit bis zum Ende der Saison 2025/26 ab. Er bestritt dort 13 von 18 möglichen Ligaspielen, in denen er ein Tor schoss. Zur Saison 2024/25 wurde an den SC Cambuur verliehen.

### Nationalmannschaft
Jonathan Afolabi debütierte im September 2017 in der irischen U19-Nationalmannschaft. In den folgenden drei Jahren absolvierte er für die Auswahlmannschaft insgesamt 16 Länderspiele und erzielte dabei sechs Tore. Im Jahr 2019 nahm Afolabi mit der Mannschaft an der Europameisterschaft in Armenien teil. In der Gruppenphase kam der Stürmer in jedem Spiel zum Einsatz und traf gegen Tschechien beim 2:1-Sieg zum 1:0-Führungstor. Mit Irland schied Afolabi im Halbfinale gegen Portugal aus, er selber wurde in die Mannschaft des Turniers gewählt. Zwischen September 2019 und Juni 2021 spielte er zudem fünfmal in der irischen U21-Nationalmannschaft, wobei ihm ein Treffer gelang.

## Erfolge
- Leinster Senior Cup: 2023

## Auszeichnungen
- Torschützenkönig der League of Ireland: 2023 (15 Tore)

## Sonstiges
Im Jahr 2019 wurde der Stürmer zum Irischen U-19-Fußballer des Jahres gewählt und stand außerdem in der Mannschaft des Turniers bei der U-19-Europameisterschaft in Armenien.